# Moord op Mohammad Habali
Mohammad Hossam Abdel Latif Habali was een 22-jarige geestelijk gehandicapte Palestijn die op 4 december 2018 werd doodgeschoten door Israëlische soldaten in Toelkarem, een stad op de door Israël bezette Westelijke Jordaanoever, nabij de grens tussen Israël en de Westelijke Jordaanoever in 1967. Getuigen melden dat Habali werd gedood door de Israëlische Defensiemacht, en het IDF heeft de doodsoorzaak niet betwist.
Het Israëlische leger meldde aanvankelijk dat er gewelddadige confrontaties waren geweest waarbij soldaten reageerden op het gooien van stenen met schoten. B'tselem publiceerde later beelden waarop te zien is dat Habali in het achterhoofd was geschoten op een rustige straat door Israëlische troepen die vervolgens het gebied verlieten zonder medische hulp te bieden. Habali werd later overgebracht naar een ziekenhuis in Tulkarem waar hij dood werd verklaard.Na de publicatie van de video meldde de IDF dat het een onderzoek was gestart naar de dood. Een onderzoek naar Habali's dood door de IDF is in de beginfase nog steeds gaande vanaf juli 2019.

## Achtergrond
Het Israëlische leger voert regelmatig grootschalige arrestatiecampagnes uit op de bezette Westelijke Jordaanoever, onder het voorwendsel dat er gezocht wordt naar de "gezochte" Palestijnen, wat volgens de Palestijnse autoriteiten een schending is van de overeenkomsten die Israël heeft ondertekend onder het Oslo II-akkoord. Het nieuws van Hadashot meldde dat het Israëlische leger in 2017 1.380 Palestijnse verdachten heeft gearresteerd in soortgelijke missies. De militaire operaties van de Israëlische strijdkrachten op de Westelijke Jordaanoever zijn de laatste tijd opgevoerd. Israëlische strijdkrachten hebben 24 Palestijnen gearresteerd tijdens nachtelijke invallen die op dinsdag 4 december 2018 zijn uitgevoerd, aldus een Palestijnse NGO.

## Gebeurtenis
Op 4 december 2018, rond middernacht, kwamen 100 Israëlische soldaten Toelkarem binnen om verschillende Palestijnse huizen te overvallen. Ongeveer 30 soldaten verspreidden zich in kleine teams over de a-Nuzha-straat en een steegje in de buurt van de al-Fadiliyah Boys' High School, gevolgd door de bewoners die uit hun huizen kwamen en ongeveer 150 meter van de soldaten bij een lokaal restaurant stonden om te zien wat er aan de hand was. Een video die is verkregen van de beveiligingscamera van een lokaal restaurant in Toelkarem, laat zien dat om 02:25 uur drie soldaten naar het restaurant liepen, 80 meter verderop stopten en het vuur openden op de mensen om ze te verspreiden. Mohammad Habali, een van de omstanders, loopt weg van de confrontatie "met een stok in zijn hand wanneer hij van achteren wordt beschoten en op zijn gezicht valt."
De video toont Habali bij de ingang van een restaurant, staand met een groep vrienden, voor de schietpartij. In tegenstelling tot wat het Israëlische leger zei, toonde de video aan dat er geen geweld of botsingen waren tussen Palestijnen en het Israëlische leger toen Habali werd doodgeschoten en dat de schietpartij onrechtmatig en ongerechtvaardigd was. Een andere video van de scène, vastgelegd met een smartphone, leek volgens i24NEWS in tegenspraak te zijn met een verklaring van een woordvoerder van het Israëlische leger, waarin stond dat het Israëlische leger werd geconfronteerd met "een gewelddadige rel waarbij tientallen Palestijnen stenen gooiden."
Volgens het Palestijnse persbureau WAFA was Habali twee keer beschoten, een keer in de onderste ledematen en een keer in het hoofd, hoewel er tegenstrijdige beweringen waren over de vraag of de gebruikte kogels rubberomhuld waren of echte munitie. Rubberomhulde kogels, ook wel rubberkogels genoemd, kunnen doden als ze vitale organen raken. Hij werd overgebracht naar het Thabet Thabet-ziekenhuis in Tulkarem, waar hij stierf aan zijn schotwonden.
"Habali's broer, Alaa, zei dat Mohammed aan een geestelijke beperking leed en ook fysiek gehandicapt was nadat hij een paar jaar geleden zijn bekken brak bij een auto-ongeluk. Hij zei dat de stok die zijn broer bij zich had, werd gebruikt om hem te helpen lopen. Hij zei dat Mohammed in een koffiehuis had gewerkt en op straat was nadat hij het restaurant had gesloten toen hij soldaten in de buurt zag."

## Nasleep

### Begrafenis
Honderden, onder wie vertegenwoordigers van de Palestijnse regering, namen deel aan de begrafenis van Habali. De gouverneur van Tulkarem betuigde namens president Mahmoud Abbas zijn condoleances aan de familie van Habali.

### Onderzoek
Op 9 december 2018, nadat de videobeelden van de beveiligingscamera van een plaatselijk restaurant waren onthuld, zei het Israëlische leger dat het een onderzoek was gestart naar de dood van Mohammad Habali. De zaak werd doorverwezen naar de afdeling Crimineel Onderzoek van de Militaire Politie van de IDF. Volgens persbureau Associated Press is Habali's zaak een van de 24 onderzoeken die zijn gestart naar "potentieel criminele schietpartijen op Palestijnen op de bezette Westelijke Jordaanoever" en was er na 7 maanden in juli 2019 nog steeds geen voortgang geboekt. Er is geen enkele belangrijke getuige door de Israëlische autoriteiten ondervraagd.
Het Israëlische leger heeft geverifieerd dat haar troepen het vuur hebben geopend en betwistte op 22 juli 2019 de oorzaak van zijn dood niet. Volgens de NGO B'tselem "werd de dodelijke schietpartij niet voorafgegaan door een waarschuwing, was deze niet gerechtvaardigd en vormt deze een schending van de wet".